# Чернышенко, Дмитрий Николаевич
Дми́трий Никола́евич Черныше́нко (род. 20 сентября 1968, Саратов, РСФСР, СССР) — российский государственный и политический деятель. Заместитель председателя правительства Российской Федерации по вопросам цифровой экономики и инновациям, связи, СМИ, а также культуры, туризма и спорта с 21 января 2020 года, (и. о. 7—14 мая 2024). Куратор в Приволжском федеральном округе с 19 июля 2021 года.
В 2007—2014 годах — президент Организационного комитета XXII зимних Олимпийских игр и XI зимних Паралимпийских игр 2014 года в Сочи. С 28 ноября 2014 года по 21 января 2020 года — президент, председатель Правления Континентальной хоккейной лиги. Генеральный директор и председатель правления «Газпром-медиа Холдинга». С 20 октября 2018 года также руководит субхолдингом «ГПМ Развлекательное ТВ».
В 2019 году Дмитрий Чернышенко второй раз подряд вошёл в Variety500 — список 500 самых влиятельных медиаперсон в мире, который составляет ведущее американское издание Variety.
Из-за поддержки российско-украинской войны — под санкциями 27 стран ЕС, Великобритании, США, Швейцарии, Украины, Новой Зеландии.

## Биография
Вырос в городе Майкопе.

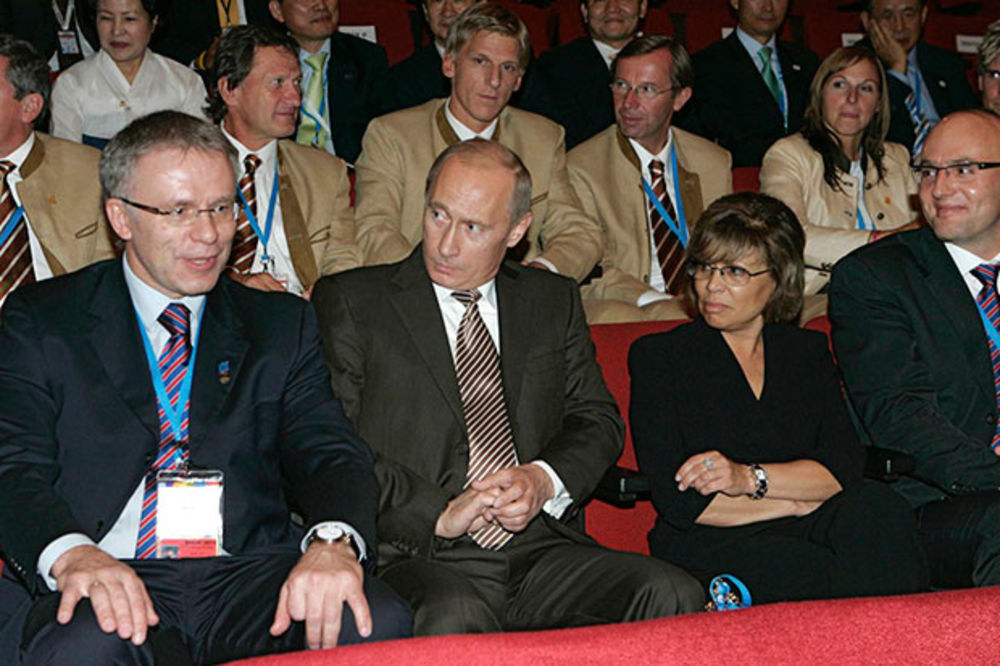
На церемонии открытия 119-й сессии МОК. Слева от президента России В. А. Фетисов, справа — И. К. Роднина и Д. Н. Чернышенко.
Гватемала, 3 июля 2007 года

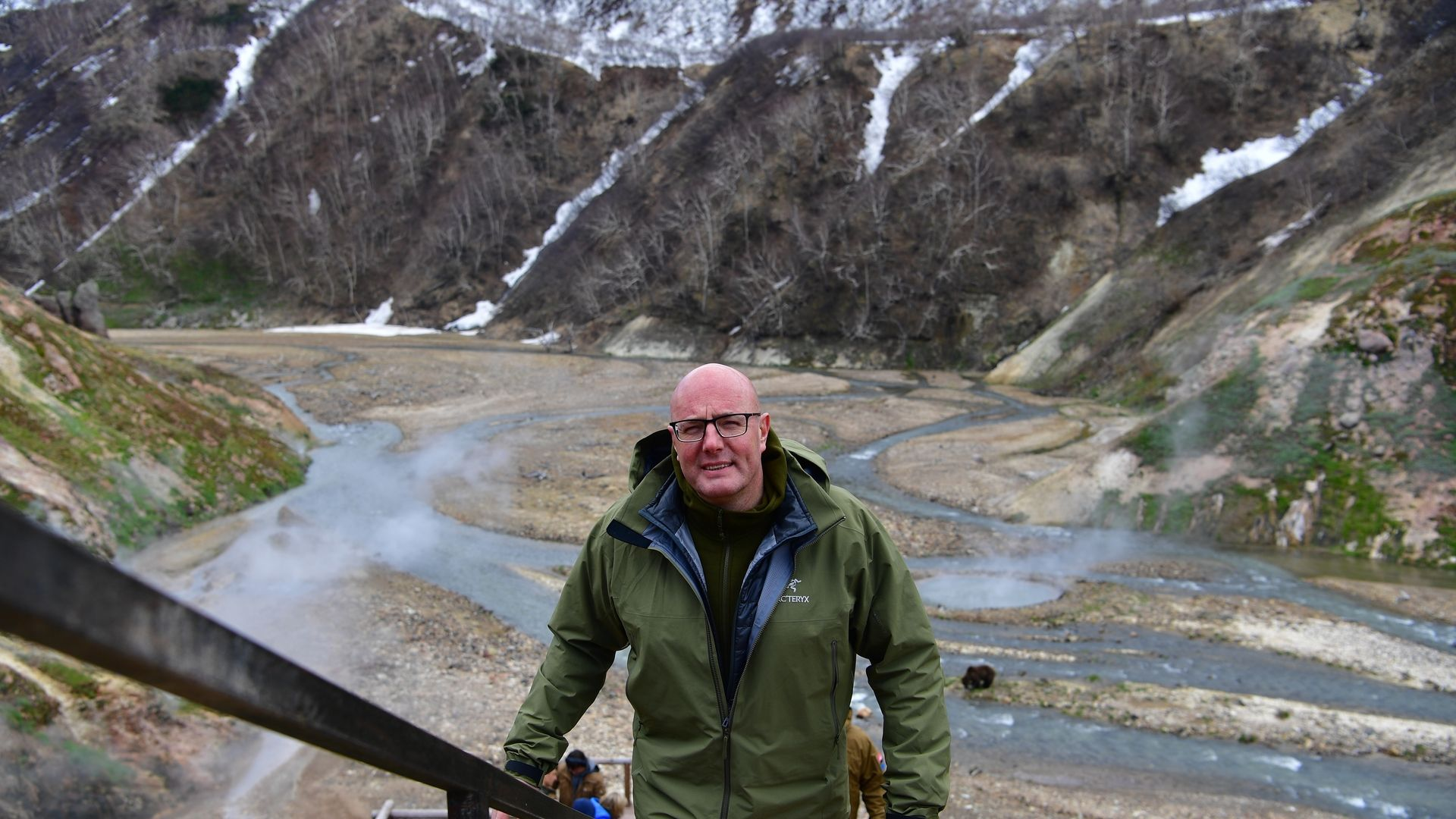
Дмитрий Чернышенко во время рабочей поездки на Дальний Восток, 2021 год

Окончил Московский станкоинструментальный институт по специальности «системы автоматизированного проектирования» (САПР), получив квалификацию инженера-системотехника. Во время учёбы в институте нарисовал графику для рекламного ролика МММ, за которую получил свой первый гонорар в размере $1500.
В 1989—1991 годах работал программистом в совместной телекоммуникационной компании Copris&M Co («Коприс-энд-м ко»).
В 1989 году вместе с сокурсниками из института основал компанию «Информатика Маркетинг Сервис» (ИМС) — одну из первых студий компьютерной графики в СССР. В 1991—1992 годах занимал должность заместителя генерального директора компании ИМС.
С 1992 по 1994 год — директор рекламного агентства СФТ (малое предприятие ИМС расширилось до рекламного агентства СФТ («СФТ-Реклама»).
В 1993 году стал соучредителем рекламного агентства Media Arts, созданного на базе ИМС, которое вскоре получило статус рекламного холдинга Media Arts Group. В 1994 году занял должность творческого директора, в 1996 году — вице-президента Media Arts Group.
В 1998—2002 годах был генеральным директором телевизионной производственной студии «ДТВ-МА», которая возникла в результате приобретения холдингом Media Arts Group компании D’Arсy TV («Д’Арси ТелеВижн»), занимавшейся съемками рекламных роликов. Клиентами «ДТВ-МА» были ведущие международные бренды и рекламные агентства. На счету студии более 30 наград российских и международных фестивалей.
В 2002 году стал старшим вице-президентом Media Arts Group и возглавил компанию Sportima, созданную внутри холдинга для работы в сфере спортивного маркетинга.
В ноябре 2005 году возглавил кампанию за право проведения Олимпийских и Паралимпийских игр в Сочи, став генеральным директором Заявочного комитета «Сочи-2014».
С 2007 по 2014 годах являлся президентом Организационного комитета XXII Олимпийских зимних игр и XI Паралимпийских зимних игр 2014 года в городе Сочи.
С 26 сентября 2007 года — член президиума Совета при президенте Российской Федерации по развитию физической культуры и спорта, спорта высших достижений, подготовке и проведению XXII зимних Олимпийских игр и XI зимних Паралимпийских игр 2014 года в городе Сочи. В первый год членства (с 26 сентября 2007 года по 5 сентября 2008 года) занимал пост секретаря Совета.
С 12 ноября 2007 года — заместитель председателя Наблюдательного совета ГК «Олимпстрой».
С октября по декабрь 2014 года возглавлял инвестиционную компанию Volga Group, управляющую активами предпринимателя Геннадия Тимченко.
С 28 ноября 2014 года — президент и председатель правления Континентальной хоккейной лиги
С 23 декабря 2014 года — член Совета Федерации хоккея России.
С 13 января 2015 года — генеральный директор и председатель правления «Газпром-Медиа Холдинга».
С 2016 года — председатель совета директоров Национального рекламного альянса. Член Совет директоров ОАО «Российские железные дороги».
С 21 января 2020 года — заместитель председателя правительства Российской Федерации по вопросам цифровой экономики и инноваций, связи и СМИ, а также культуры, туризма и спорта. Курирует реализацию нацпрограмм «Цифровая экономика», «Культура», а также федерального проекта «Спорт — норма жизни» нацпроекта «Демография». Также в его ведении вопросы госполитики в сфере СМИ и инновационной деятельности, государственного регулирования цен (тарифов) в сфере связи и реализации госпрограмм в области IT и связи. Кроме того, отвечает за проведение особо значимых спортивных мероприятий и взаимодействие с религиозными организациями.
14 мая 2024 года указом президента России Владимира Путина назначен Заместителем Председателя Правительства Российской Федерации во втором Правительстве Михаила Мишустина.
Владеет английским языком.

## Доходы
Как следует из опубликованных деклараций членов правительства, доход Дмитрия Чернышенко в 2019 году как главы холдинга «Газпром-Медиа» превысил 423,3 млн руб., супруга чиновника в 2019 году заработала 66,8 млн руб. В 2019 году супруга Чернышенко заработала 66.8 млн рублей, войдя в лидеры по доходам среди родственников чиновников.

## Международные санкции
Из-за поддержки российской агрессии и нарушения территориальной целостности Украины во время российско-украинской войны находится под персональными международными санкциями разных стран.
С 28 февраля 2022 года находится под санкциями всех стран Европейского союза, «за активную поддержку или осуществление действий или политики, которые подрывают или угрожают территориальной целостности, суверенитету и независимости Украины, а также стабильности и безопасности в Украине».
С 9 мая 2022 года находится под санкциями Великобритании. С 15 декабря 2022 года находится под санкциями Соединённых Штатов Америки. С 4 марта 2022 года находится под санкциями Швейцарии.
Указом президента Украины Владимира Зеленского от 9 июня 2022 находится под санкциями Украины. С 22 ноября 2022 года находится под санкциями Новой Зеландии. С 27 января 2023 года под санкциями Японии. 24 февраля 2023 года внесён в санкционный список Канады как «элита и близкий соратник режима». С 20 июля 2023 года находится под санкциями Австралии за «роль в прямой или косвенной поддержке незаконного вторжения России в Украину».

## Награды и достижения

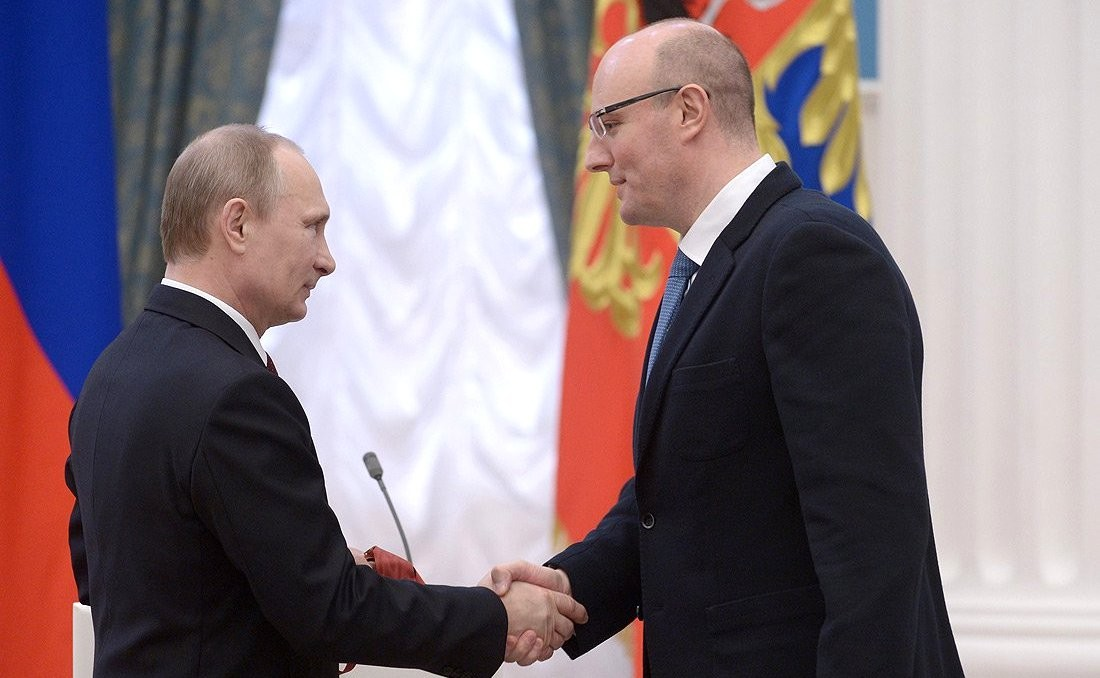
Награждение орденом «За заслуги перед Отечеством» II степени. 24 марта 2014 года

- Орден «За заслуги перед Отечеством» II степени (24 марта 2014 года) — за большой вклад в организацию подготовки и проведения XXII Олимпийских и XI Паралимпийских зимних игр 2014 года в Сочи и обеспечение успешного выступления сборных команд России[30].
- Орден Почёта (6 августа 2007 года) — за активное участие в работе по обеспечению победы заявки города Сочи на право проведения XXII зимних Олимпийских и XI Паралимпийских игр в 2014 году[31].
- Орден Дружбы (23 мая 2019 года)[32].
- Благодарность президента Российской Федерации (30 мая 2018 года) — за активное участие в общественно-политической жизни российского общества[33].
- Лауреат национальной премии «Спортивные звёзды России» (2008 год)[34].
- Орден Франсиско Миранды I степени (2024)[35]

конфессиональные:
- Орден Святого благоверного великого князя Александра Невского II степени (6 декабря 2021 года) — во внимание к помощи и трудам по проведению юбилейных торжеств по празднованию 800-летия со дня рождения благоверного князя Александра Невского[36].
- Орден преподобного Сергия Радонежского II степени (28 августа 2014 года) — во внимание к помощи Русской Православной церкви[37].
- Орден преподобного Сергия Радонежского III степени (30 января 2006 года)[38]

спортивные
- Золотой Олимпийский орден (2014 год)[39]. Лишён в 2022 году в связи с вторжением России в Украину[40][41].

## Семья
Женат, воспитывает двух дочерей. Увлекается горными лыжами и боевыми искусствами.